# Флаг Пинанга
Флаг Пинанга — символ штата Пинанг (Пенанг) в Малайзии. Ныне действующий флаг утверждён в 1957 году.

## Описание
Флаг представляет собой прямоугольное полотнище, состоящее из трёх равновеликих вертикальных полос синего, белого и жёлтого цветов, в центре флага на белой полосе изображена пальма. Отношение длины флага к его ширине равняется 1:2.

## Символика
Бетелевая пальма на местном диалекте называется пинанг — это дало название штату. Голубая полоса символизирует море. Белая — остров. Жёлтая — процветание.